# Alpes-de-Haute-Provence
Alpes-de-Haute-Provence ( fransk udtale ?) er et fransk departement i regionen Provence-Alpes-Côte d'Azur. Hovedbyen er Digne-les-Bains, og departementet har 139.561 indbyggere (1999). Der er 4 arrondissementer, 15 kantoner og 198 kommuner i Alpes-de-Haute-Provence.

## Geografi

### Demografi
Der er i de seneste 40 år sket en støt udvikling i befolkningstallet i departementet:
| 1968    | 1975    | 1982    | 1990    | 1999    | 2008    |
| ------- | ------- | ------- | ------- | ------- | ------- |
| 104.813 | 112.178 | 119.068 | 130.883 | 139.683 | 157.965 |

- Bjerglandskab ved Mont Pelat
- Lavendelmarker ved Quinson
- Durance ved Sisteron

## Økonomi
| Sektor                                                               | Procent |
| -------------------------------------------------------------------- | ------- |
| Landbrug                                                             | 5,3     |
| Industri                                                             | 9,8     |
| Byggeri                                                              | 9,2     |
| Handel og transport                                                  | 40,3    |
| Offentlig administration herunder Uddannelse, sundhed og socialhjælp | 35,5    |